# World Driver Championship
World Driver Championship é um jogo para a plataforma Nintendo 64 produzido pela Boss Game e publicado pela Midway em 1999. É um jogo de corrida caracterizado por apresentar competições com carros de turismo e da categoria FIA - GT.
O jogo apresenta modos single player e multiplayer, sendo que o primeiro serve para competições individuais, modo campeonato e treino. No multiplayer os jogadores competem entre si para terminar a corrida em primeiro lugar.

## Single Player
Neste modo, pode-se fazer treinos livres em qualquer uma das pistas já desbloqueadas, para desbloqueá-las deve-se correr nelas no modo campeonato. Nesse modo também é possivel de diputar corridas com mais sete carros controlados pela inteligencia artificial do jogo, além da possibilidade de correr contra "fantasmas" previamente gravados pela propria Boss Game.

## Campeonato
No modo campeonato do World Driver Championship, o jogador deve primeiro conseguir um contrato com uma das equipes do jogo, sendo que de inicio são apenas duas que lhe oferecerão seus carros mais simples para os primeiros eventos. Conforme o jogador progride novos carros e equipes são liberados.
Num total são oito equipes na categoria GT2 e nove na categoria GT1.
De inicio, o jogador corre na categoria GT2, onde os carros são mais lentos e tambem de controle mais simples, mas que algumas vezes dão a impressão que a corrida é interminável, principalmente quando começam a ter cinco voltas. Para acessar a GT1, é necessário vencer a "Inventional Cup" do modo GT2, disputada em Lisboa com um total de quinze voltas. Já para ser o grande campeão, é necessário ser o campeão na "Inventional Cup" do modo GT1 disputada em Kyoto, em vinte voltas.
No modo campeonato, as competições são organizadas em eventos, onde são previamente colocadas as cidades onde ocorerrão as provas. Em cada cidade são construidas três variações do traçado da pista, sendo que estas variações são pequenas, a unica exceção é "Black Forest" que apresenta apenas duas vairante, além de ser a única prova disputada em um autódromo. As três variantes de cada traçado, também podem ser diputadas em sentido contrario, sendo que essas pistas são marcadas com a letra R em seus nomes, junto da variação A, B, C (ex. Zurique A, Zurique AR, isto é, variante A de Zurique no sentido contrário).
Apenas durante o GT2 que os eventos são variaveis conforme voltas e numero de provas, no modo GT1, há apenas provas de cinco voltas em eventos de conco provas. Quando se é um piloto do GT1, ainda é possivel de se diputar provas de GT2 sem a necessidade de trocar de carros.
Cada equipe do World Driver Championship pode ter de um a três carros, com a mesma aparência (mudando pouco as pinturas, onde os carros mais fracos possuuem menos anunciantes, e algumas vezes nenhum anunciante, que os mais fortes), onde o que muda são as características técnicas, onde o modelo mais novo é mais rápido e melhor em curvas que o modelo anterior, novamente os carros são classificados em A, B e C. São veículos semeplhantes aos reais, porém carregam nomes ficticios, como o Porsche 911 é tanto o Rage 512 (GT2) quanto a sua versão melhorada de corridas é o Rage 996 (GT1), as semelhanças são aplicaveis também na parte técnica, onde as cilindradas e o número de cilindros são reais. As equipes são oriundas de diversas partes do mundo como a TotalSports baseada no Rio de Janeiro, a Kohr Racing na Cidade do México e Boss Racing de Seattle a Elite de Blackpool (Grã Bretanha), entre outras, a úncia equipe de que não sabemos a origem no jogo é a Excalibur Racing, que é a equipe construtora do Excalibur Mystic (TVR Griffith Speed 12, conceito do salão de Londres de 1997) este é o carro com a melhor dirigibilidade do jogo e é praticamente imbativel quando bem pilotado, é também o penúltimo carro a ser liberado, pois há ainda o Falcon Interceptor, que pode fazer-lhe frente.

## Treino
O modo treino é caracterizado por poder ser apenas disputado em Roma na variação A com o Rage 512, sendo que neste modo a velocidade mais idicada para cada curva aparece na parte inferior da tela, sendo que fica vermelha e piscante quando a velocidade é muito superior a velocidade sugerida e tem-se um acidente certeiro.

## Evoluções e críticas
O jogo foi bem recebido pela grande quantidade de cenários que foram-lhe feitos, com boa quantidade de detalhes e também com grande variedade de continentes e com corridas sendo disputadas a noite, entretanto, no jogo não há influencia de tempo, como ventos e chuvas.
Neste jogo também é bem vindo os relfexos das carrocerias dos veículos, que ficam mais claras nas partes claras das pistas e mais escuras nas sombras. Outro ponto forte do jogo é seu excelente audio, onde cada carro tem um som particular, embora limitado pelas caracteristicas do proprio console. As particularidades de cada carro também são estendidas aos comportamentos dinâmicos. O jogo também apresenta trapaças liberadas por sequencias de botões e nomes de pilotos o que libera cenarios.
As críticas principais ficam a cargo da ausência de um sistema próprio para os jogos salvos, que devem ser salvos no Contoller Pack, e ausência completa de danos nos carros, que podem bater entre si e nas paredes o quanto quiserem.